# Anastasis (Schiff)
Die Anastasis war ein Krankenhausschiff des Missions- und Hilfswerks Mercy Ships. Das ehemalige Kreuzfahrtschiff wurde als Passagier- und Frachtschiff Victoria 1953 in Monfalcone gebaut und seit 1974 als Kreuzfahrtschiff eingesetzt. 1978 wurde es an Mercy Ships verkauft und zu einem schwimmenden Krankenhaus mit drei Operationsräumen, einer Zahnklinik, Röntgenstation sowie einem medizinischen Labor umgebaut. Die Anastasis galt als „größtes privates Krankenhausschiff der Welt“, der Wert der medizinischen Ausrüstung des Schiffs lag 2007 bei über einer Million US-Dollar.

## Bau
Die Victoria wurde gemeinsam mit ihrem Schwesterschiff Asia als letztes Schiff einer Reihe von insgesamt sieben mittelgroßen Passagierschiffen des Lloyd Triestino bei Fincantieri in Monfalcone gebaut. Die Victoria und ihr Schwesterschiff wurden für die Route von Genua nach Hongkong gebaut, für die sie etwa einen Monat benötigten. Das Schiff beförderte eine relativ geringe Anzahl von 290 Passagieren der ersten Klasse und 141 Passagiere der Touristenklasse. Dadurch besaß die Victoria genau wie ihr Schwesterschiff große Aufenthaltsräume und Kabinen, um die lange Reise für die Passagiere annehmlicher zu gestalten. Ungewöhnlich war außerdem, dass die Kapazität der ersten Klasse höher war als die der Touristenklasse.

## Ausstattung
Die Ausstattung der Victoria und der Asia war zur damaligen Zeit sehr komfortabel. Die Kabinen der ersten Klasse waren allesamt mit einem eigenen Badezimmer ausgestattet, während sich die Passagiere der Touristenklasse teilweise ein Bad mit dem Kabinennachbarn teilen mussten. Alle Kabinen und Aufenthaltsräume an Bord des Schiffes waren vollklimatisiert.
Die erste Klasse und die Touristenklasse hatten jeweils gleich viel Decksflächen und Aufenthaltsräume zur Verfügung, was ebenfalls ungewöhnlich war. Beide Klassen besaßen jeweils eine Lobby, eine Lounge, eine große Veranda, ein Karten- sowie ein Schreibzimmer. Außerdem besaßen beide Klassen einen eigenen Speisesaal und einen Pool. Die Schwesterschiffe galten wegen deshalb zusammen mit den anderen Schiffen des Lloyd Triestino als modernste und komfortabelste Passagier- und Frachtschiffe ihrer Zeit. Die Küche an Bord der Victoria war vorwiegend italienisch, bot jedoch auch internationale Speisen an.
Die Aufenthaltsräume der ersten Klasse befanden sich auf Höhe des Promenadendecks, das Lido Deck sowie der Pool erster Klasse befanden sich ein Deck darüber. Die Aufenthaltsräume der Touristenklasse befanden sich auf dem A-Deck. Ebenfalls auf diesem Deck befand sich der Speisesaal der ersten Klasse sowie der Speisesaal der Touristenklasse. Die beiden Speisesäle wurden durch eine Galerie voneinander getrennt. Der Pool und das Lido-Deck der Touristenklasse befanden sich am hinteren Promenadendeck des Schiffes.

## Victoria
Die Victoria wurde am 18. September 1951 vom Stapel gelassen und im März 1953 in Dienst gestellt und fortan auf der Strecke von Genua nach Hongkong eingesetzt. Zwischenstopps waren in Neapel, Messina, Port Said, Sues, Aden, Karatschi, Bombay, Colombo und Singapur. 1965 wurde die Route des Schiffes verlegt, wodurch es nun auch Venedig und Jakarta anlief. 1967 wechselte sie auf die Route nach Kapstadt und Karatschi.
1974 wurde das Schiff wegen sinkender Zahlen an die Adriatica di Navigazione verkauft und zu einem Kreuzfahrtschiff umgebaut. Dies war jedoch nicht sehr erfolgreich, weshalb die Victoria nach nur drei Jahren als Kreuzfahrtschiff 1977 aufgelegt wurde.

## Anastasis
Nach einem Jahr Aufliegezeit wurde das Schiff 1978 an Mercy Ships verkauft und aufwendig zu einem Hospital- und Hilfsschiff umgebaut. 1982 wurde das Schiff schließlich unter dem neuen Namen Anastasis in Dienst gestellt.
Das Hilfsschiff wurde vorwiegend im afrikanischen Raum für die Gesundheitsversorgung sowie Katastrophenhilfe eingesetzt. Zeitweilig wurden zwei weitere Schiffe, die Caribbean Mercy sowie die Island Mercy, eingesetzt. Die Anastasis verfügte unter anderem über mehrere OP-Säle, ein Hospital mit vierzig Betten, eine Dentalstation sowie eine eigene Augenklinik. Außerdem besaß das Schiff drei Theater, die für Vorführungen und Vorträge genutzt wurden. Trotz vieler Umbauten blieb ein großer Teil der Originaleinrichtung bis zum Schluss erhalten.

## Ausmusterung
Wegen zu hoher Betriebskosten, des hohen Bedarfs an technischem Personal und einer für den Einsatzzweck nicht optimalen Bauweise wurde die Anastasis im Februar 2007 trotz ihres sehr guten Zustands nach 274 Hilfseinsätzen in 28 Jahren vom neuen Krankenhausschiff Africa Mercy abgelöst. Die Africa Mercy ist eine 1980 gebaute ehemalige dänische Eisenbahnfähre, die als Dronning Ingrid zwischen Warnemünde und Gedser verkehrte. Mit ihren 152 m Länge, 23,7 m Breite und 16.572 to übernahm die Africa Mercy auch den Titel „größtes privates Krankenhausschiff der Welt“. Die Anastasis wurde währenddessen zum Verschrotten nach Indien verkauft.
Am 28. Juni 2007 verließ die Anastasis zum letzten Mal den Hafen, um aus eigener Kraft zum Verschrotten nach Indien zu fahren. Auf der Überführungsfahrt blieb weiterhin ein Teil der alten Besatzung des Schiffes an Bord, was ungewöhnlich ist, da normalerweise Mitarbeiter der Schrottwerft die verkauften Schiffe übernehmen. Die Anastasis traf am 10. August 2007 zum Verschrotten in Alang ein, wo sie in den kommenden Monaten zerlegt wurde. Ein Großteil der historischen Ausstattung des Schiffes wurde ausgebaut und an Sammler verkauft. Die Anastasis war das letzte existierende Schiff des Lloyd Triestino.

## Das Schwesterschiff
Die Asia wurde ebenfalls 1974 vom Lloyd Triestino ausgemustert und in den Libanon verkauft, wo sie in Persia umbenannt wurde. Das Schiff wurde 1977 in einen Tiertransporter umgebaut, 1984 in Norleb umbenannt und 1985 in Gadani verschrottet.